# Harold J. Berman
Harold Joseph Berman (* 13. Februar 1918 in Hartford (Connecticut); † 13. November 2007 in New York) war ein US-amerikanischer Rechtshistoriker und Rechtsphilosoph.

## Leben
Berman studierte am Dartmouth College, der Yale University und an der London School of Economics. Er lehrte von 1948 bis 1985 als Professor an der Harvard University. In Deutschland wurde er vor allem durch sein Buch Recht und Revolution. Die Bildung der westlichen Rechtstradition bekannt. Darin zeigte er u. a. die Entstehung der Vorläufer des modernen Handelsrechts im Zuge der Kommerziellen Revolution seit dem Hochmittelalter auf.
Berman war Mitglied der American Academy of Arts and Sciences (1997) und wurde mit drei Ehrendoktortiteln ausgezeichnet.
Er war verheiratet und hatte vier Kinder.

## Veröffentlichungen
- Law and Revolution: The Formation of the Western Legal Tradition. Cambridge, Mass. 1983.
- The interaction of law and religion. Nashville 1974.
- The nature and functions of law. An introduction for students of the arts and sciences. Brooklyn 1958.
- Mit Miroslav Kerner: Soviet military law and administration. Cambridge 1955.
- Justice in Russia. An interpretation of Soviet law. Cambridge 1950.